# Мария Анна Савойская
Мария Анна Каролина Пиа Савойская (нем. Maria Anna von Savoyen, итал. Maria Anna Carolina Pia di Savoia; 19 сентября 1803, Рим — 4 мая 1884, Прага, Цислейтания) — супруга австрийского императора Фердинанда I.

## Биография
Принцесса Мария Анна Каролина Пиа родилась 19 сентября 1803 года в Палаццио Колонна в Риме. Она была третьей дочерью и четвёртым ребёнком в семье короля Сардинии Виктора Эммануила и его супруги Марии Терезы Австрийской-Эсте. Имела сестру-близнеца принцессу Марию Терезу.
В 1830 году император Франц II выбрал Марию Анну в качестве невесты для своего старшего сына Фердинанда I, который был коронован как король Венгрии. С раннего детства принц страдал эпилепсией, имел хилое телосложение и непропорционально большую голову. Родители и воспитатели не обращали на болезненного ребёнка внимания. Однако, позднее принц доказал, что слухи о его слабоумии сильно преувеличены. Он знал пять языков, играл на клавесине и трубе, ходил на охоту, вёл обширную переписку, научился фехтовать, стрелять, танцевать и ездить верхом. По характеру Фердинанд был мягок, любезен и доверчив.
Свадьба по доверенности состоялась 12 февраля 1831 года в Турине. Торжественное венчание состоялось 27 февраля в Вене. Брак был счастливым, но бездетным. При дворе говорили, что «супруга всю жизнь оставалась для Фердинанда скорее сиделкой, чем женой». В 1839 году, когда стало очевидно, что детей у императорской четы не будет, был принят статут. Порядок наследования трона устанавливался следующим образом: сначала императором должен был стать Франц Карл, а потом его старший сын — Франц Иосиф.
2 марта 1835 года Фердинанд стал императором Австрии. Титул императрицы получила и Мария Анна. 12 сентября 1836 года она была коронована как королева Чехии. 6 сентября 1838 года супруги стали правителями Ломбардо-Венецианского королевства. Но Мария Анна не оказывала никакого политического влияния на супруга и дела государства.
В результате волнений в Вене император покинул столицу. Не имея возможности справиться с ситуацией, 2 декабря 1848 года в Оломоуце в зале императорского дворца император Фердинанд I отрёкся от престола в пользу племянника Франца Иосифа в обход своего младшего брата.
После отречения супруги покинули двор и жили в Чехии. Фердинанд I скончался 29 июня 1875 года. Мария Анна пережила его на девять лет и скончалась 4 мая 1884 года в Праге. Похоронена в Императорском склепе в Вене рядом с супругом.

## Награды
- Орден Святой Екатерины большого креста (15 сентября 1835[5])